# 진해 김씨
진해 김씨(鎭海金氏)는 경상남도 창원시 진해구를 본관으로 하는 한국의 성씨이다.
시조 김이진(金以珍)은 김알지의 후손으로, 고려에서 대사헌(大司憲)을 지냈다고 한다.

## 참고 자료
- “진해김씨(鎭海金氏)”. 뿌리를 찾아서.[깨진 링크(과거 내용 찾기)]